# Petter Hol
Peter Hol (Oslo, 19 de març de 1883 – Winnipeg, Manitoba, 22 de juny de 1981) va ser un gimnasta noruec que va competir durant el primer quart del segle xx. En el seu palmarès destaquen quatre medalles del programa de gimnàstica, sempre en competicions per equip com a membre de l'equip noruec. En acabar la vida esportiva es traslladà al Canadà, on morí als 98 anys.
El 1906 va prendre part en els Jocs Intercalats d'Atenes, en què guanyà la medalla d'or en la prova per equips del programa de gimnàstica. Dos anys més tard, als Jocs Olímpics de Londres, va guanyar la medalla de plata en la prova del concurs complet per equips. Aquest mateix any també disputà el concurs complet individual, però es desconeix la posició final en què acabà.
Als Jocs d'Estocolm de 1912, guanyà una nova medalla de bronze en el concurs per equips, sistema suec del programa de gimnàstica. La darrera medalla l'aconseguí als Jocs d'Anvers, el 1920, on guanyà una nova medalla de plata en el concurs per equips, sistema lliure, mentre en la prova individual acabà en 14a posició.